# Syndrome de la page blanche

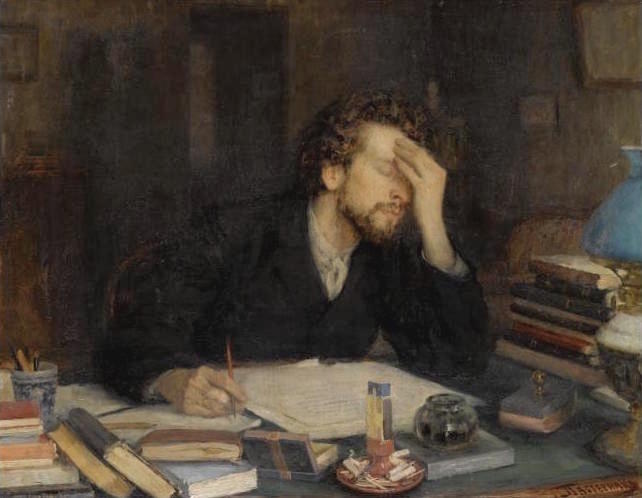
The Passion of Creation (« La passion de la création »), (Leonid Pasternak).

Le syndrome de la page blanche, aussi désigné par les termes leucosélidophobie et leucosélophobie, est un trouble psychique de l'écrivain, ou d'autres artistes, se présentant comme l'impossibilité de commencer ou de continuer une œuvre. 

## Étymologie
Le mot leucosélidophobie vient du grec « λευκός » leukos (blanc), « σελίδα » (sélída, cas accusatif du nominatif σελίς / sélís, génitif σελίδος / selídos (qui veut dire page) et « φόβος », phóbos (peur),.

## Description
Ce phénomène peut être dû à la volonté tellement grande de faire une œuvre parfaite, que toute idée qui vient à l'esprit de l'auteur lui paraît systématiquement mauvaise, de telle sorte qu'il devient alors impossible pour lui de commencer ou de compléter son œuvre. Ce syndrome est aussi souvent dû au fait que l'auteur a mis ses personnages dans une situation complexe de laquelle il s'avère incapable de les sortir. Elle peut se traduire, lorsqu'elle se prolonge, par un abandon de l'auteur ou une période de dépression au cours de laquelle il perd totalement confiance en lui.
Le blocage de l'écrivain peut aussi s'appliquer à d'autres artistes, tels les compositeurs ou les peintres, qui peuvent rencontrer ces mêmes problèmes dans leur art respectif.
La page blanche peut donner une sensation de vertige mais également d’anxiété. A vouloir écrire une œuvre parfaite sous les attentes de certains, un blocage arrive et l’écrivain se met une pression sans parfois en prendre conscience par manque de confiance en soi voire, pour certains, une peur de l’abandon, ou une peur de l'échec. Écrire une œuvre ne demande pas qu’un certain talent, un énorme travail est demandé par les éditeurs pour les écrivains. Le syndrome est aussi marqué par une profonde solitude, la page d’écriture étant considérée comme un miroir, le reflet de l’écrivain. La page blanche est un syndrome récurrent, persistant, .

## L'effet des confinements lors de la pandémie de Covid-19
Comment trouver l’inspiration lorsque les écrivains sont privés du dehors, source de leur créativité ? Le confinement accentue les effets de la page blanche, période anxiogène vis-à-vis de la pandémie, aucune source d’inspiration extérieure, aucune stimulation, seulement le cloisonnement d’un domicile. Cependant, le confinement, paradoxalement, a eu l’effet inverse sur les auteurs car l’écrivain prend conscience que ce syndrome n’est lié qu’à lui-même et non pas au monde extérieur. Le confinement a permis pour certains de se retrouver avec soi-même et de pouvoir prendre du recul sur la situation intérieure de l’auteur.